# ムバラク・ワカソ
ムバラク・ワカソ（Mubarak Wakaso, 1990年7月25日 - ）は、ガーナ・ノーザン州タマレ出身の同国代表サッカー選手。ポジションはMF。

## 経歴

### クラブ
2007年にガーナのアシャンティ・ゴールドSCでプロキャリアをスタートさせ、2008年にスペインのエルチェCFに5年契約で移籍した。2011年にビジャレアルCF移籍し、翌年にはRCDエスパニョールに移籍した。2013年8月28日にロシア1部のFCルビン・カザンに4年契約で移籍した。
2014年8月27日、セルティックFCにレンタル移籍した。
2017年7月17日、デポルティーボ・アラベスと3年契約を交わした。
2020年1月21日、江蘇蘇寧足球倶楽部と契約した。

### 代表
ガーナ代表として2012年10月13日、アフリカネイションズカップ2013予選のマラウイ代表戦でデビューを果たした。

## 代表歴

### 出場大会
- ガーナ代表
  - 2014 FIFAワールドカップ

### 試合数
- 国際Aマッチ 70試合 13得点（2012年-2022年）[4]

| ガーナ代表 | 国際Aマッチ | 国際Aマッチ |
| 年         | 出場        | 得点        |
| ---------- | ----------- | ----------- |
| 2012       | 2           | 1           |
| 2013       | 13          | 6           |
| 2014       | 10          | 1           |
| 2015       | 14          | 3           |
| 2016       | 6           | 1           |
| 2017       | 6           | 0           |
| 2018       | 1           | 0           |
| 2019       | 8           | 0           |
| 2020       | 1           | 0           |
| 2021       | 6           | 1           |
| 2022       | 3           | 0           |
| 通算       | 70          | 13          |

## タイトル

### クラブ
セルティック
- スコティッシュ・リーグ・カップ : 2014-15

### 個人
- アフリカネイションズカップ得点王 : 2013（4得点）